# ريتشارد ألان سيمونز
ريتشارد ألان سيمونز (بالإنجليزية: Richard Alan Simmons)‏ هو منتج أفلام وكاتب سيناريو أمريكي، ولد في 11 أكتوبر 1924 في Hopewell, Bedford County, Pennsylvania ‏ في الولايات المتحدة، وتوفي في 13 نوفمبر 2004 في لوس أنجلوس في الولايات المتحدة.

## وصلات خارجية
- ريتشارد ألان سيمونز على موقع IMDb (الإنجليزية)
- ريتشارد ألان سيمونز على موقع ألو سيني (الفرنسية)
- ريتشارد ألان سيمونز على موقع أول موفي (الإنجليزية)
- ريتشارد ألان سيمونز على موقع قاعدة بيانات الأفلام السويدية (السويدية)
- ريتشارد ألان سيمونز على موقع قاعدة بيانات الفيلم (الإنجليزية)
- ريتشارد ألان سيمونز على موقع كينوبويسك (الروسية)